# Blankenbach (Reichshof)
Blankenbach ist ein Ort von 106 Ortschaften der Gemeinde Reichshof im Oberbergischen Kreis im nordrhein-westfälischen Regierungsbezirk Köln in Deutschland.

## Lage und Beschreibung
Blankenbach liegt südlich von Eckenhagen, die nächstgelegenen Zentren sind Gummersbach (14 km nordwestlich), Köln (62 km westlich) und Siegen (35 km südöstlich).
Der Ort liegt im Tal des Blankenbaches. Eine öffentliche Infrastruktur, wie Geschäfte, Schule und Gastronomie, besteht nicht.

## Geschichte

### Erstnennung
1471 wurde der Ort das erste Mal urkundlich erwähnt. „Heynrich von Blankenbach gibt ein Erblehen an die Kirche zu Eckenhagen.“ Die Schreibweise der Erstnennung lautet „Blankenbach“.
| Bevölkerungsentwicklung | Bevölkerungsentwicklung |
| Jahr                    | Einwohner               |
| ----------------------- | ----------------------- |
| 1991                    | 134                     |
| 2005                    | 103                     |
| 2008                    | 119                     |
| 2017                    | 113                     |
| 2018                    | 112                     |
| 2019                    | 115                     |

## Freizeit

### Vereinswesen
- Dorfgemeinschaft Blankenbach
- Schulungszentrum Hof Blankenbach